# Стране света
Стране света се деле на основне (главне) и споредне (изведене). Четири кардинална правца, или кардиналне тачке, су четири главна правца компаса: север, југ, исток и запад, који се обично означавају иницијалима С, Ј, И и З. У односу на север, правци исток, југ и запад су у интервалима од 90 степени у смеру казаљке на сату. Ординални правци (који се називају и интеркардинални правци) су североисток (СИ), југоисток (ЈИ), југозапад (ЈЗ) и северозапад (СЗ). Средњи правац сваког скупа интеркардиналних и кардиналних праваца назива се секундарни интеркардинални правац.

## Главне стране света
- Север (N — од енгл. речи North)
- Југ (S — од енгл. речи South)
- Исток (E — од енгл. речи East)
- Запад (W — од енгл. речи West)

## Споредне стране света
- Североисток (NE — од енгл. речи Northeast)
- Северозапад (NW — од енгл. речи Northwest)
- Југоисток (SE — од енгл. речи Southeast)
- Југозапад (SW — од енгл. речи Southwest)

## Најспоредније стране света
- Север-североисток (NNE — од енгл. речи North-northeast)
- Исток-североисток (ENE — од енгл. речи East-northeast)
- Исток-југоисток (ESE — од енгл. речи East-southeast)
- Југ-југоисток (SSE — од енгл. речи South-southeast)
- Југ-југозапад (SSW — од енгл. речи South-southwest)
- Запад-југозапад (WSW — од енгл. речи West-southwest)
- Запад-северозапад (WNW — од енгл. речи West-northwest)
- Север-северозапад]] (NNW — од енгл. речи North-northwest)

## Културне варијације
У многим регионима света, преовлађујући ветрови мењају правац сезонски, и сходно томе многе културе повезују специфичне именоване ветрове са кардиналним и интеркардиналним правцима. На пример, класична грчка култура је ове ветрове карактерисала као Анемој.
У предмодерној Европи уопште, између осам и 32 тачака компаса – кардинални и интеркардинални правац – добијале су имена. Оне су често одговарале усмереним ветровима Средоземног мора (на пример, југоисток је био повезан са Сироком, ветром из Сахаре).
Одређене боје су повезане у неким традицијама са кардиналним тачкама. То су обично „природне боје“ људске перцепције пре него оптичке примарне боје. Многе културе, посебно у Азији, укључују центар као пету кардиналну тачку.

### Северна Евроазија
| Северна Евроазија | Север | Исток | Југ | Запад | Центар | Извор       |
| ----------------- | ----- | ----- | --- | ----- | ------ | ----------- |
| Словени           |       |       |     |       | —      | [ 2 ]       |
| Кина              |       |       |     |       |        | [ 3 ] [ 4 ] |
| Аини              |       |       |     |       |        | [ 5 ] [ 6 ] |
| Туркијски         |       |       |     |       |        | [ 5 ]       |
| Калмици           |       |       |     |       | —      | [ 7 ]       |
| Тибет             |       |       |     |       |        | [ 5 ]       |

Културе централне Азије, источне Европе и североисточне Азије често имају традицију повезивања боја са четири или пет кардиналних тачака.
Сваки правац се често поистовећује са бојом, и (барем у Кини) са митолошким створењем те боје. Географски или етнички термини могу да садрже назив боје уместо назива одговарајућег правца.

### Индијанци
У Мезоамерици и Северној Америци, бројне традиционалне аутохтоне космологије укључују четири кардинална правца и центар. Неки такође могу укључити „изнад” и „испод” као правце и стога се фокусирају на космологију од седам праваца. Међу Хопима југозападних Сједињених Држава, четири именована кардинална правца нису северни, јужни, источни и западни, већ су четири правца повезана са местима изласка сунца и заласка сунца на зимским и летњим солстицијама. Сваки правац може бити повезан са бојом, која може да варира међу народима, али која је обично једна од основних боја која се налази у природи и природним пигментима, као што су црна, црвена, бела и жута, са повременим појављивањем плаве, зелене, или друге нијансе. Могу постојати велике разноликости у симболизму боја, чак и међу културама које су географски блиски суседи.

### Индија
Десет хиндуистичких божанстава, познатих као „Дикпале”, препознато је у класичним индијским списима, симболизујући четири кардинална и четири интеркардинална правца са додатним правцима горе и доле. Сваки од десет праваца има своје име на санскриту.

## Јединствени (несложени) називи интеркардиналних праваца
Санскрит и други индијски језици који су позајмљивали из њега користе имена богова повезана са сваким правцем: исток (Индра), југоисток (Агни), југ (Јама/Дарма), југозапад (Ниррти), запад (Варуна), северозапад (Вају ), север (Кубера/Небо) и североисток (Ишана/Шива). Север је повезан са Хималајима и небом, док је југ повезан са подземним светом или земљом отаца (Питр лока). Правци се именују додавањем „диша” именима сваког бога или ентитета: нпр. Индрадиша (смер Индре) или Питрдиша (правац предака, тј. југ).
Кардинални правци хопског језика и тевског дијалекта којима говоре Хопи-Тева повезани су са местима изласка и заласка сунца у време солстиција, и приближно одговарају европским интеркардиналним правцима.

## Системи усмерења без компаса
Неким језицима недостају речи за правце који се односе на тело, као што су лево/десно, и уместо тога користе географске правце.

## Галерија
- Компас са главним странама света
- Компас са 8 страна света
- Компас са 16 страна света
- Компас са 32 стране света
- NATO компас са 360 степени и 6400 милирадијана